# Třída Capitán Merino Jarpa
Třída Capitán Merino Jarpa byla třída torpédoborců chilského námořnictva. Postaveny byly ve Velké Británii. Celkem byly postaveny tři jednotky této třídy. Ve službě byly v letech 1902–1924. Všechny tři byly vyřazeny.

## Pozadí vzniku
Chile objednalo stavbu tří jednotek této třídy u britské loděnice Cammell Laird v Birkenheadu. Jednalo se o vylepšenou verzi předcházející třídy Capitán Orella, lišící se mimo jiné zvýšenými komíny. Do služby byly přijaty roku 1902.
Jednotky třídy Capitán Merino Jarpa:
| Jméno                | Spuštěn | Vstup do služby | Osud          |
| -------------------- | ------- | --------------- | ------------- |
| Capitán Merino Jarpa | 1901    | 1902            | Vyřazen 1924. |
| Capitán O`Brien      | 1901    | 1902            | Vyřazen 1924. |
| Capitán Thomson      | 1901    | 1902            | Vyřazen 1924. |

## Konstrukce
Výzbroj tvořil jeden 76mm kanón Armstrong, pět 57mm kanónů Hotchkiss a dva 450mm torpédomety. Pohonný systém tvořily čtyři kotle Normand a dva parní stroje s trojnásobnou expanzí o výkonu 6250 hp, pohánějící dva lodní šrouby. Nejvyšší rychlost dosahovala 30 uzlů.